# 宮島優心
宮島 優心（みやじま ゆうご、2000年12月13日 - ）は、日本の歌手、俳優で、日韓合同ダンスボーカルグループ・ORβITのメンバー。ORβITとしての活動名は、YUGO（ユウゴ）。埼玉県出身。JB Entertainment、Future Passport所属。俳優業は株式会社Tie Worksと業務提携。

## 略歴
埼玉県出身。小学生の頃、SHINeeのパフォーマンスを見て韓国の音楽に憧れ、アーティストを志す。2019年、公開オーディション番組『PRODUCE 101 JAPAN』に出演し、ファイナルに進出。2020年2月1日、ORβITの1人目のメンバーとして公開され、2月9日にグループの結成を発表。同年11月11日、ORβITとしてデビューアルバム『00』をリリースし、正式にデビューした。
2022年6月、大高忍の漫画『マギ』を原作とするミュージカル『マギ -迷宮組曲-』で、主人公のアラジン役を務めた。同年同月、ORβIT、HICO、BUGVELによる音楽ユニットDream Gateに参加。Dream Gateのユニット「FEVER」をきっかけに、HICO、KOSHIN（BUGVEL）とともにスペシャルユニット「BABOOZ」を結成、2023年1月にBABOOZの1stデジタルシングル「Good today」をリリース。
2024年8月15日、株式会社Tie Worksとエージェント契約を締結。

## 人物
- 趣味は、散歩、球技[9]、写真撮影[10]。
- チャームポイントは、天然パーマ[10]。
- 好きな言葉は、「理不尽 当たり前」[10][11]。
- 変幻自在で少年性のあるピュアな歌声が特徴[12]。
- よく笑い、芯が強くストイックで、ダンスや歌、パフォーマンスについて人一倍真剣に考え、努力を惜しまない人柄である[13][14][15]。
- ORβITの一部の楽曲で、作詞を担当している。作詞は全て夜に行っており、難しい言葉は使わず、日常とかけ離れ過ぎないように表現している[16]。

## 作品

### デジタルシングル
| 公開日         | タイトル         |
| -------------- | ---------------- |
| 2023年12月13日 | 夜汽車は夢を見る |
| 2024年12月13日 | コーヒーとミルク |

### 参加楽曲

#### PRODUCE 101 JAPAN
- 「ツカメ 〜It's Coming〜」 - 『ツカメ 〜It's Coming〜』収録
- 「やんちゃBOY やんちゃGIRL」 - 『PRODUCE 101 JAPAN - 35 Boys 5 Concepts』収録（「バブリンチョ」名義）
- 「Young」 - 『PRODUCE 101 JAPAN - FINAL』収録
- 「さよなら青春」 - 『PRODUCE 101 JAPAN - FINAL』収録

#### BABOOZ
- 「Good Today」

#### My Bestie Voice Collection withSanriocharacters II[17]
- 「イマジネーション」（シナモロール）
- 「ILLUMINANT」
- 「KAWAII FESTIVAL」

## 出演

### テレビ番組
- PRODUCE 101 JAPAN（2019年9月26日 - 12月11日、TBS系列・GYAO!）[1]

### 舞台
- ミュージカル「マギ」 - 主演：アラジン 役[7]
  - 迷宮組曲（2022年6月3日 - 12日、天王洲銀河劇場 / 18日 - 19日、森ノ宮ピロティホール）
  - バルバッド狂騒曲（2023年6月9日 - 18日、品川プリンスホテル ステラボール / 24日 - 25日、森ノ宮ピロティホール）

- 朗読劇「同姓同名」（2024年5月7日 - 12日、三越劇場） - 大山正紀 役[18]
- 舞台「HOUSE〜7人の地縛霊〜」（2024年8月23日 - 9月1日、シアターサンモール） - 主演：榊健太 役[19][20]
- 舞台「アオペラ」（2024年11月8日 - 17日、シアターH） - 雁屋園道貴 役[21]
- ミュージカル「インサイド・ウィリアム」（2025年3月13日 - 23日、三越劇場） - ハムレット 役[22]
- ブロードウェイミュージカル「ピーター・パン」（2025年7月28日 - 8月6日、東京国際フォーラム ホールC / 10日 - 11日、高崎芸術劇場 大劇場 / 17日、梅田芸術劇場 メインホール / 22日 - 24日、博多座） - ロストボーイズ 役[23]